# Franz und Joseph Rosen
Franz Rosen (* 26. Juli 1849 in Eschweiler, † 26. Februar 1912 ebenda)  und Joseph Rosen (* 25. Mai 1825 in Volkenrath, † 25. Mai 1884 in Eschweiler) waren Sohn und Vater, die maßgeblich an der Entwicklung ihrer Heimatstadt beteiligt waren.

## Tätigkeiten
Sie waren bei der Stadtentwicklung in der südlichen Innenstadt zwischen Inde/Eschweiler Burg und Röthgen beteiligt. Die Brüder sind in der Gruft der Familien Besgen und Rosen auf dem Friedhof "Dürener Straße" in Eschweiler-Stadtmitte beigesetzt.

### Heinrich Joseph Rosen
Joseph Rosen war Bauunternehmer, Förderer der Eschweiler Stadtentwicklung und Besitzer des Eschweiler Gaswerks. 1882 war er Kreistagsabgeordneter und Abgeordneter im Rheinischen Provinziallandtag. 1883 wurde aufgrund Stadtratsbeschlusses die "Rosenallee" nach ihm benannt.

### Franz Rosen
Franz Rosen stammte wie sein Vater vom Volkenrather Hof und war Kreistagsabgeordneter. Er wurde für sein Engagement mehrfach ausgezeichnet. 1905 wurde nach ihm die parallel zur Rosenstraße verlaufende "Franzstraße" nach ihm benannt.